# 1630'erne f.Kr.
Århundreder: 18. århundrede f.Kr. – 17. århundrede f.Kr. – 16. århundrede f.Kr.
Årtier: 1680'erne f.Kr. 1670'erne f.Kr. 1660'erne f.Kr. 1650'erne f.Kr. 1640'erne f.Kr. – 1630'erne f.Kr. – 1620'erne f.Kr. 1610'erne f.Kr. 1600'erne f.Kr. 1590'erne f.Kr. 1580'erne f.Kr.
Årstal: 1639 f.Kr. 1638 f.Kr. 1637 f.Kr. 1636 f.Kr. 1635 f.Kr. 1634 f.Kr. 1633 f.Kr. 1632 f.Kr. 1631 f.Kr. 1630 f.Kr.

## Hændelser
- 1633 f.Kr.; Egypten – slut på trettende og fjortende dynasti, start på det femtende dynasti.
- Før 1630 f.Kr. – 1500 f.Kr.; landskabs vægmalerier (nogle områder nutidige rekonstruktioner) i Akrotiri, Thera og Kykladerne males. Det er nu på det nationale arkæologiske museum i Athen,
- 1633 f.Kr. 11. juni; Saros måneformørkelse 34 påbegyndes[1].

## Dødsfald
- 1637 f.Kr.; Abraham ifølge jødiske beregninger (2.123 år efter skabelsen)
- 1634 f.Kr.; Salah, Arpachshads søn, ifølge den jødiske kalender